# Sedan-Charleville
Le Sedan-Charleville est une course pédestre. Fondé en 1906, le Sedan-Charleville est la plus ancienne course pédestre de ville à ville de France. Elle est longue de 24,3 kilomètres. Le nombre des participants dépasse régulièrement les 3000. En 2019, la course a vu s'élancer plus de 8 300 coureurs, pour la centième édition de cette compétition.

## Le parcours
Le parcours emprunte la départementale 764 reliant les villes de Sedan et Charleville-Mézières, ce qui représente une distance de 24,3 km (23,6 km désormais).
Le départ est à  Sedan et les coureurs découvrent en sortant de la ville des plaines ardennaises parsemées de blockhaus. Le parcours, avec ses côtes et ses faux plats, se fait à proximité de la Meuse. Après la côte de Frénois, il  passe dans de multiples villages : Donchery, puis Pont-à-Bar, Dom-le-Mesnil, Flize, Elaire, Les Ayvelles, Villers-Semeuse, puis il pénètre jusqu'au centre historique de Charleville, en parcourant plusieurs kilomètres au sein de la ville. Les difficultés sont au nombre de cinq à savoir les côtes de Frénois, Dom-le-Mesnil, Flize, Élaire, Villers-Semeuse et Mohon, cette dernière étant située à environ trois kilomètres de la ligne d'arrivée.

## Records

### Nombre de participants
En 2006, 3 795 participants prirent part à la course (en moyenne 2 880 par course depuis dix-huit ans). La barre des 3 000 participants fut franchie pour la première fois en 2001 (3 029 concurrents). En 2014, 2712 coureurs furent classés, le dernier bouclant la course 3:16:05. En 2019, lors de la 100e édition, 8 340 coureurs, dont la moitié originaires des Ardennes, ont pris le départ,, et 7 621 ont franchi la ligne d'arrivée. 

### Vainqueurs

#### Hommes
Le 7 septembre 1906, un encart dans la rubrique sportive du journal Le Petit Ardennais annonce la création de Sedan-Charleville. Trois semaines plus tard, 82 coureurs du département des Ardennes se présentent au départ. Leader à Mohon, Philippot est piégé par un passage à niveau fermé. Le Sedanais Lucien Daix, forgeron à Wadelincourt, s'impose. Il s'imposera également dans les éditions 1908, 1909 et 1912.
Raymond Janssen obtient en 1958 le dernier succès d'un coureur ardennais. Le champion olympique Alain Mimoun a gagné la course l'année suivante, en 1959, puis à nouveau en 1960. Le recordman de victoires est le Strasbourgeois Fernand Kolbeck du club de l'ASPTT Strasbourg, remportant la course à cinq reprises en : 1970, 1971, 1972, 1979 et 1983. De même il est celui qui remporta deux courses avec l'intervalle temps le plus long, 13 ans entre 1970 et 1983.
Le record de victoires consécutives est de trois : Josset (US Métro, 1948-1950), Dimitru (Stade français, 1954-1956), Ameur (ES Basse Seine, 1963-1965), Kolbeck (1970-1972), Schoofs (Liège, 1976-1978) et De Blander (Zova, 1986-1988).

#### Femmes
Sedan-Charleville reste une épreuve masculine, jusqu'en 1950, et la tentative de participation de Raymonde Gillet, amie du footballeur Roger Marche. Mais les organisateurs lui refusent le départ. Finalement, elle s'élance en candidate libre,  accompagnée par un peloton de cyclistes. « Si jusqu'à Mohon, cela a été relativement facile, il m'a fallu plus d'une demi-heure pour traverser les trois villes, mais après c'était la gloire »,  racontera-t-elle plus tard, « Tout le monde m'entourait, me bousculait, des journalistes de Paris me posaient des questions et me photographiaient, j'avais 20 ans, et je n'oublierai jamais ». La participation féminine était acquise. Et depuis 1975, hommes et femmes sont distingués dans les résultats finaux. 
Le premier vainqueur de la course féminine (1975) est Danièle Brouart du club d'Arras en 1:40:20. Chantal Langlacé, ex-détentrice du record du monde de marathon et championne de France, pulvérise les références en temps dès sa deuxième participation en 1984 (1:25:38). À l'arrivée, elle déclare son amour pour cette course : « Je n'ai jamais vu autant de monde sur le bord des routes, rien de comparable avec les 20 km de Paris par exemple, une épreuve surfaite et mal organisée, où les gens klaxonnent au volant ». Depuis 2013 trois participantes ont remporté la course féminine à trois reprises : Gilberte Dervin (CSM Clamart, 1977-1979), la Polonaise Anna Krol (1986-1988) et la Kényane Cynthia Jerotich. Elles détiennent également le record du nombre de victoires consécutives.

### Temps

#### Hommes
Le premier coureur à passer sous la barre des 1:20 avec un temps de 1:17:20 est le Rémois Gérault (SSPP Reims), en 1928. Le premier coureur à atteindre la barre des 1:15 est Dannel (FC Mohon), en 1935. Il fallut atteindre 1963 et le Normand Ameur pour que ce record soit battu.En 1963, Ameur a remporté l'épreuve en 1:11:08, temps le plus rapide de l'histoire (vitesse moyenne avoisinant les 20,5 km/h). Depuis seuls le Liégeois Schoofs (1:11:19 en 1978) et le Kényan Ondieki (1:11:46 en 1998) sont passés sous la barre des 1:12.

#### Femmes
La première à passer sous la barre des 1:30 est la Belge Magada Illands en 1980 (1:29:07), performance répétée l'année suivante (1:27:43). En 1984, Chantal Langlacé réalise un temps de 1:25:38, et détient le record féminin durant 24 ans. En 2009, la Kényane Agnès Katunge-Mutune passe enfin la barre des 1:25 (1:24:22). En 2012, Cynthia Jerotich remporte la course en 1:22:08, temps le plus rapide de l'histoire de la course. Elle bat son record dès l'année suivante en étant la première femme à passer sous la barre des 1:22, en 1:21:48.

## Détail de quelques éditions

### Édition 2012
En 2012, la course prit place le 7 octobre et fut remportée au sprint par le trentenaire Disi Dieudonné (né en 1980) en 1:14:12 soit une vitesse moyenne de 19,7 km/h.  De nationalité rwandaise, le vainqueur appartenait au club de Lille Métropole Athlétisme. Le podium est complété par l'Ougandais Patrick Cherotwo (né en 1989), terminant à une seconde du leader et le Kényan Isaac Birir (né en 1979) échouant à trois secondes de Disi Dieudonné. 
Le vainqueur de l'édition 2011, le Kényan Moses Kipruto termina la course en cinquième position en 1:15:10 (soit 11 secondes de plus qu'en 2011) à une minute et dix secondes du vainqueur. Lauréat de l'édition 2010, le Burkinabé Willy Nduwimanea termina septième à deux minutes trois secondes du premier. Le premier Ardennais (et deuxième Français derrière le Parisien Ali Ouadih, 11e) David Duquesnoy (né en  1977), du club de Charleville-Mézières Athlétisme est arrivé en douzième position à 5 minutes 33 secondes du leader.
Côté femmes, la victoire est revenue pour la deuxième année consécutive à la Kényane Cynthia Jerotich (quinzième au général) en 1:22:08 soit une vitesse moyenne de 17,8 km/h.
2826 participants prirent officiellement part à la course, soit 189 (environ 7 %) de plus que l'année précédente.

### Édition 2013
En 2013, la course, organisée le 6 octobre et rassemblant 2684 coureurs, fut remportée par le dossard no 9 du Kényan Kiptum Barmassai en 1:13:01, 32 secondes devant l'Éthiopien Asefa Tsegaye, soit une minute et onze secondes de mieux que lors de la précédente édition. Il s'agit du meilleur résultat pour un vainqueur depuis Ondieki en 1998. Cette victoire confirme la domination des coureurs kényans en particulier, vainqueurs de 8 des 12 dernières éditions, et des coureurs africains en général puisque remportant toutes les éditions depuis 1993. L'Ukrainien Syrojejko est le dernier Européen à avoir remporté la course : c'était en 1992. Ajoutons encore que le tenant du titre Disi Dieudonné termina 6e, tandis que le premier Français Damien Labroche de l'AS Sommer arriva 13e à neuf minutes et deux secondes du leader.
Chez les femmes, la course fut remportée pour la troisième fois consécutive par la Kényane Cynthia Jerotich (onzième au général) en 1:21:48 soit 20 secondes de mieux que l'édition précédente. L'Éthiopienne Daba Bekelech lui opposa une belle résistance en n'échouant qu'à 14 secondes, soit la deuxième meilleure performance de tous les temps. Tout comme chez les hommes, la domination kényane est évidente (huit victoires lors des dix derniers courses), tandis que la Néerlandaise Béatrice Rutto est la dernière Européenne à avoir remporté la compétition en 2005.

### Éditions 2014
En 2014 la course, prenant place le dimanche 5 octobre, se déroula dans des conditions difficiles, pluie et vent de face sur certaines portions du tracé. Le vainqueur Eliud Mwangi Macharia originaire du Kenya, remporta la course en 1:13:27, soit 26 secondes de plus que lors de l'édition précédente, ce qui constitue tout de même le deuxième meilleur temps pour un vainqueur depuis 1998. Le final fut particulièrement haletant tant les trois premiers se tiennent en cinq secondes. James Kibet, deuxième, manque à trois secondes près d'être le premier Ougandais à remporter la course. Notons la très belle tenue du Bondoufle AC qui classe trois coureurs parmi les huit premiers.
Chez les femmes, en l'absence de Cynthia Jerotich qui en cas de victoire aurait pu devenir la première femme de l'histoire à remporter la course quatre fois de suite, c'est l'Éthiopienne Mulu Diro Melka, treizième au général, qui s'impose en 1:24:52, soit 28 secondes de mieux que sa dauphine Sarah Chepchirchir, seizième. 

### Sources
- Robert Cordelette, Sedan-Charleville la centenaire, Éditions Persée, 2011, 549 p..
- François Barrois, « Elle reste reine, la doyenne », le mensuel Jogging International,‎ novembre 2005 (lire en ligne).
- Pascal Grégoire-Boutreau, « Le bonheur de faire les courses », le journal L'Équipe,‎ 29 septembre 2010 (lire en ligne).
- « La mémoire de Sedan-Charleville », le journal L'Union,‎ 27 septembre 2010 (lire en ligne).
- « Course Sedan-Charleville / Dieudonné n'a pas rigolé », le journal L'Union,‎ 8 octobre 2012 (lire en ligne).
- France 3, « Presque 3000 coureurs pour Sedan-Charleville », octobre 2012